# アンチクライスト (映画)
『アンチクライスト』（Antichrist）は、ラース・フォン・トリアー監督、脚本による2009年のホラー・スリラー映画である。出演は、ウィレム・デフォーとシャルロット・ゲンズブール。プロローグと4章の本編とエピローグで構成されている。製作はデンマークを筆頭に、ドイツ、フランス、スウェーデン、イタリア、ポーランドの映画会社が行った。

## ストーリー

### プロローグ
雪が降る夜、夫（ウィレム・デフォー）と妻（シャルロット・ゲンズブール）が愛し合っている最中、快楽に陶酔するあまりに一人息子が窓によじ登っているのを気付かず、転落死させてしまう。

### 第一章：嘆き
葬儀の日、妻は歩きながら気を失って倒れ、入院する。自らの不注意が原因で子供を失った妻は悪夢に悩まされ、セラピストである夫は、肉親の治療を行うことは禁忌と知りつつも、自ら治療を試みる。妻は、恐怖を感じる場所は森であり、そこはエデン（楽園）だと言い出す。妻の病の原因を探るため、エデンに向かう二人。　

### 第二章：痛み（混沌と支配）
深い森の奥にある山小屋に着き、妻の治療に専念する夫。

### 第三章：絶望（魔女狩り）
妻は性交しながら、愛しているなら自分を殴って欲しいと夫に懇願する。夫は屋根裏部屋で過去に妻が残した、Gynocide(魔女狩り)などの女性迫害に関する文献や日記を発見する。また息子の検死報告書から、妻が息子を虐待していたことを知る。夫が自分を捨てるという不安から、狂乱した妻は夫の脚に穴を開けて、重い砥石をネジ止めし、逃げられないようにする。夫は脚を引きずりながら狐穴に這い込んで隠れるが、穴の中にいたカラスの幼鳥の鳴き声で妻に見つかり、小屋に連れ戻される。

### 第四章：3人の乞食
妻は、息子の転落に気付いていながら見ぬふりをした自分を思い返す。そして夫の傍らに横たわり、自らクリトリスを切断する。「３人の乞食が現れた時、誰かが死ぬ」という啓示のような妻の言葉を暗示するかのように、山小屋に鹿・狐・カラスが現れ、妻は夫を殺そうとする。砥石を外すことに成功した夫により、妻は抵抗することなく絞め殺される。夫は妻の死体を燃やし、山小屋を後にする。

### エピローグ
人里へ向かって山道を歩く夫を取り囲むように、顔のない無数の女達が現れる。

## キャスト
※括弧内は日本語吹き替え
- 夫 - ウィレム・デフォー（大塚芳忠）
- 妻 - シャルロット・ゲンズブール（田中敦子）

## 製作
元々は2005年に製作がスタートするはずだったが、製作総指揮のピーター・アールベーク・ジェンセンが内容を暴露してしまい、これに激怒したラース・フォン・トリアーが脚本を書きなおす為に撮影が延期された。2007年、今度はラース・フォン・トリアーがうつ病にかかってしまい、「回復までに2年はかかる」と述べ、年内撮影開始が危ぶまれていた。

## 公開
2009年のカンヌ国際映画祭のコンペティション部門で初上映され、物議を醸した。少なくとも4人の観客が激しい暴力シーンのために鑑賞中に気絶した。上映後の記者会見も荒れ、冒頭で「この映画を作った自己弁護と釈明をしてください」という質問がトリアーに投げかけられた。同映画祭ではシャルロット・ゲンズブールが女優賞を受賞する一方、審査員団から「世界一の大物映画監督と自称する監督による、女性嫌いの最たる作品」と非難され、最低賞（anti-prize）が贈られた。これに関し、映画祭ディレクターのティエリー・フレモーは「このようなバカげた決定はほとんど検閲と変わらない」と激怒した。この他に「喋るキツネ」がパルム・ドッグ賞にノミネートされた（『カールじいさんの空飛ぶ家』のダグに敗れる）。
カンヌの映画市場では過激なシーンをカットした「カトリック版」とノーカットである「プロテスタント版」の2バージョンが売られた。デンマークでは2009年5月20日にノーカット版が一般的公開された。また、アメリカのIFC FilmsとイギリスのArtificial Eyeもそれを買い付けた。
日本での公開は絶望視されていたが、2010年10月15日、翌2011年公開が決定したことが報じられ、2月26日に封切られた。

## 評価
デンマークでは、映画評論家と観客の両方から好感触を得た。『ポリティケン』誌では「グロテスクな傑作」と称され6点満点が与えられた。『ベアリングスケ・ティーズネ』は6点満点中4点が与えられ、アンソニー・ドッド・マントルによるドグマ的なハンドヘルド場面と素晴らしい型にはまった描写が効果的に切り替わる撮影技法が称賛された。一方でデンマークの映画誌『エッコウ』の編集者クラウス・クリステンセンは本作を「マスター・ディレクターの失敗作である」と評し、他のデンマークの批評家たちは本作を過大評価していると訴えた。デンマーク国内では約8万3000枚のチケットを売り上げ、ラース・フォン・トリアー監督作としては『ドッグヴィル』以来となる好成績となった。また、デンマークによって北欧理事会映画賞が贈られた。デンマークの主要な映画賞であるロベルト賞では作品賞、撮影賞、編集賞、監督賞、脚本賞、音響賞、特殊効果賞の7部門を制した。
アメリカ合衆国では意見が大きく分かれ、Rotten Tomatoesでの評論家の支持率は47%（146名中69名）に留まり、平均点は10点満点で5.4点となった。

### 受賞・ノミネート
| 映画賞・映画祭                     | 部門             | 候補                                 | 結果       |
| ---------------------------------- | ---------------- | ------------------------------------ | ---------- |
| ボディル賞                         | 作品賞           | ラース・フォン・トリアー             | 受賞       |
| ボディル賞                         | 主演男優賞       | ウィレム・デフォー                   | 受賞       |
| ボディル賞                         | 主演女優賞       | シャルロット・ゲンズブール           | 受賞       |
| ボディル賞                         | 撮影賞           | アンソニー・ドッド・マントル         | 受賞       |
| ボディル賞                         | 特別賞           | クリスチャン・エイネス・アンダーソン | 受賞       |
| ロベルト賞                         | 作品賞           | ラース・フォン・トリアー             | 受賞       |
| ロベルト賞                         | 主演男優賞       | ウィレム・デフォー                   | ノミネート |
| ロベルト賞                         | 主演女優賞       | シャルロット・ゲンズブール           | ノミネート |
| ロベルト賞                         | 撮影賞           | アンソニー・ドッド・マントル         | 受賞       |
| ロベルト賞                         | 編集賞           | アナス・レフン                       | 受賞       |
| ロベルト賞                         | 監督賞           | ラース・フォン・トリアー             | 受賞       |
| ロベルト賞                         | 脚本賞           | ラース・フォン・トリアー             | 受賞       |
| ロベルト賞                         | 音響賞           | クリスチャン・エイネス・アンダーソン | 受賞       |
| ロベルト賞                         | 特殊効果賞       | ピーター・ヒョース オタ・バーレス    | 受賞       |
| ロベルト賞                         | 衣装デザイン賞   | Frauke Firl                          | ノミネート |
| ロベルト賞                         | メイクアップ賞   | Hue Lan Van Duc                      | ノミネート |
| ロベルト賞                         | 美術賞           | カール・ユーリウスソン               | ノミネート |
| 北欧理事会                         | 北欧理事会映画賞 | ラース・フォン・トリアー             | 受賞       |
| ヨーロッパ映画賞                   | 撮影賞           | アンソニー・ドッド・マントル         | 受賞       |
| ヨーロッパ映画賞                   | 主演女優賞       | シャルロット・ゲンズブール           | ノミネート |
| ヨーロッパ映画賞                   | 監督賞           | ラース・フォン・トリアー             | ノミネート |
| クロトゥルーディス賞               | 主演女優賞       | シャルロット・ゲンズブール           | ノミネート |
| クロトゥルーディス賞               | 撮影賞           | アンソニー・ドッド・マントル         | ノミネート |
| サン・ジョルディ賞                 | 外国女優賞       | シャルロット・ゲンズブール           | 受賞       |
| ズール賞                           | 作品賞           | ラース・フォン・トリアー             | ノミネート |
| カンヌ国際映画祭                   | パルム・ドール   | ラース・フォン・トリアー             | ノミネート |
| カンヌ国際映画祭                   | 女優賞           | シャルロット・ゲンズブール           | 受賞       |
| ヌーシャテル国際ファンタジー映画祭 | Titra映画賞      | ラース・フォン・トリアー             | 受賞       |